# Pe Ki-tche
Pe Ki-tche (korejsky 배기태, anglický přepis: Bae Ki-tae; * 3. května 1965 Uidžongbu) je bývalý jihokorejský rychlobruslař.
V roce 1981 se poprvé zúčastnil Mistrovství světa juniorů. Startoval na Zimních olympijských hrách 1984 (1500 m – 32. místo, 5000 m – 39. místo). Na seniorských světových šampionátech debutoval v následující sezóně, závodil také v premiérovém ročníku Světového poháru 1985/1986. Na ZOH 1988 startoval na sprinterských tratích a umístil se na pátém (500 m) a devátém místě (1000 m). V roce 1990 vyhrál Mistrovství světa ve sprintu a po této sezóně ukončil sportovní kariéru.